# Wise Guys (película de 1986)
Wise Guys es una película policial de comedia negra estadounidense de 1986 dirigida por Brian De Palma y producida por Aaron Russo a partir de un guion escrito por George Gallo y Norman Steinberg. Está protagonizada por Danny DeVito y Joe Piscopo como dos mafiosos de poca monta de Newark, Nueva Jersey, y presenta a Harvey Keitel, Ray Sharkey, Lou Albano, Dan Hedaya y Frank Vincent.
Más tarde, De Palma la llamó "una película que desearía no haber hecho... El estudio cambió de opinión y no quiso hacerla. Sólo querían que nos fuéramos. Debería haber tomado mi dinero y haberme ido en lugar de tratar con un estudio que no quería hacer la película".

## Reparto
- Danny DeVito como Harry Valentini
- Joe Piscopo como Moe Dickstein
- Harvey Keitel como Bobby DiLea
- Ray Sharkey como Marco
- Dan Hedaya como Anthony Castelo
- Lou Albano como Frank Acavano
- Julie Bovasso como Lil Dickstein
- Patti LuPone como Wanda Valentini
- Antonia Rey como Tía Sadie
- Mimi Cecchini como Abuela Valentini
- Matthew Kaye como Harry Valentini Jr.
- Tony Munafo como Santo Ravallo
- Tony Rizzoli como Joey Siclione
- Frank Vincent como Louie Fontucci
- Rick Petrucelli como Al
- Anthony Holland como Karl
- Dan Resin como Maitre D'
- Jill Larson como Mrs Fixer
- Maria Pitillo como Masseuse
- Catherine Scorsese como Invitada
- Charles Scorsese como Invitado

## Producción
El escritor George Gallo recordó más tarde que la película era un "paquete CAA". Dijo que "De Palma era cliente de CAA, y entonces CAA era como la mafia. Simplemente conectarían a sus muchachos. Brian dijo que quería hacer una comedia, Joe era CAA, Danny era CAA, Brian era CAA y también lo era [el productor] Aaron [Russo]. Y en ese momento yo también."
De Palma había dirigido comedias en la primera parte de su carrera, pero esta fue su primera comedia desde 1973. "Creo que es importante intentar hacer cosas cada vez más desafiantes y nuevas", dijo. "Para lograrlo, tienes que trabajar mucho y ser capaz de aprender de tus experiencias pasadas, tanto las buenas como las malas... Esta vez nadie puede acusarme de estafar a Hitchcock."
Joe Piscopo dijo más tarde sobre la película: "Interpreto más de mí mismo, donde probablemente debería haber interpretado a un personaje desarrollado. Eso es lo que mejor hago. Si no estoy frente a una multitud en vivo congraciándolos donde está toda mi fuerza... puedo interpretar un personaje, y probablemente debería haberlo hecho con Wise Guys ".
Después de ver una versión de la película, los ejecutivos de MGM pidieron a Brian De Palma que trajera a Gary Marshall para que le ayudara a volver a editarla. De Palma se negó.